# Фирисуа, Шэрон
Шэрон Фирисуа (англ. Sharon Firisua; род. 15 декабря 1993, Ауки) — соломонская легкоатлетка, специалистка по бегу на длинные дистанции и стипль-чезу. Выступает за сборную Соломоновых Островов по лёгкой атлетике с 2013 года, рекордсменка страны, многократная чемпионка Океании и Тихоокеанских игр, участница летних Олимпийских игр в Рио-де-Жанейро.

## Биография
Шэрон Фирисуа родилась 15 декабря 1993 года в городе Ауки провинции Малаита, Соломоновы Острова.
Серьёзно заниматься бегом начала в 2010 году, проходила подготовку в легкоатлетическом клубе «Гленхантли» в Мельбурне, Австралия. Была подопечной известного австралийского тренера Тревора Винсента.
Первого серьёзного успеха на взрослом международном уровне добилась в сезоне 2013 года, когда вошла в основной состав соломонской национальной сборной и побывала на чемпионате Океании в Папеэте, откуда привезла награды золотого и серебряного достоинства, выигранные в зачёте бега на 5000 метров и бега на 3000 метров с препятствиями соответственно. Также добавила в послужной список золотую и две серебряные награды, полученные на Тихоокеанских мини-играх в Мата-Уту. По итогам сезона была признана лучшей спортсменкой Соломоновых Островов.
В 2014 году на чемпионате Океании в Аваруа была лучшей на дистанциях 5000 и 10000 метров. Выступила на Играх Содружества в Глазго, где в беге на 5000 метров заняла итоговое 17 место.
На чемпионате Океании 2015 года в Кэрнсе получила золото в дисциплине 5000 метров и бронзу в стипль-чезе. При этом на Тихоокеанских играх в Порт-Морсби трижды поднималась на верхнюю ступень пьедестала почёта, одержала победу в беге на 5000 и 10000 метров, а также в полумарафоне.
Благодаря череде удачных выступлений удостоилась права защищать честь страны на летних Олимпийских играх 2016 года в Рио-де-Жанейро. Стартовала здесь в женском беге на 5000 метров, но преодолеть предварительный квалификационный этап не смогла.
После Олимпиады Фирисуа осталась в составе легкоатлетической команды Соломоновых Островов и продолжила принимать участие в крупнейших международных соревнованиях. Так, в 2017 году на чемпионате Океании в Суве она победила на дистанции 10000 метров и стала бронзовой призёркой на дистанции 5000 метров. Кроме того завоевала три золотые медали на Тихоокеанских мини-играх в Порт-Виле.
В 2018 году в беге на 5000 метров выступила на Играх Содружества в Голд-Косте — показала время 18:52,57 и заняла с ним последнее 19 место.